# Ржевские
Рже́вские — древний русский дворянский род, происходящий от смоленских князей, потомки князя Рюрика.
Род внесён в Бархатную книгу. При подаче документов для внесения рода в Бархатную книгу были предоставлены три родословные росписи Ржевских: окольничим Алексеем Ивановичем (декабрь 1685), Иваном Кузьминым (22 мая 1686) и Александром Ржевским (1686). Также окольничий А. И. Ржевский подал сведения об их однородцах: Полевых и Еропкиных (09 февраля 1687).
Род внесён в родословную книгу Воронежской, Костромской, Курской, Московской, Орловской, Рязанской, Санкт-Петербургской, Тамбовской и Тверской губерний.

## Происхождение и история рода
Князь Фёдор Ржевский был удельным князем города Ржева и в 1315 г. был послан московским князем Юрием Даниловичем в Новгород для защиты его от великого князя тверского Михаила Ярославича; новгородцы выдали князя Фёдора великому князю тверскому, который лишил его удела. Потомки князя Фёдора не именовались князьями.
Существуют три различные гипотезы происхождения князя Фёдора Ржевского:
1. Фёдор Фёдорович — второй сын фоминского и березуйского князя Фёдора Константиновича Меньшого, родоначальник дворянских родов Ржевских, Толбузиных и князей Козловских.
2. Фёдор Юрьевич — сын фоминского князя Юрия Юрьевича, двоюродный брат Фёдора Константиновича Меньшого. Эту гипотезу выдвинул Н. Д. Квашнин-Самарин в своей книге «Исследование об истории княжества Ржевского и Фоминского», так как идентификация Фёдора Ржевского с Фёдором Фёдоровичем имеет хронологические проблемы. По мнению учёного, князь Фёдор Константинович Меньшой, получил Ржевское княжество после конфискации у Фёдора Юрьевича. После смерти Фёдора Константиновича Меньшого оно досталось его второму сыну Фёдору.
3. Федор Ярославич — сын псковского князя Ярослава Владимировича. (В. Л. Янин писал: "следует коснуться вопроса о происхождении загадочного князя Федора Ржевского, упоминаемого в летописи под 1314—1315 гг. Надо полагать, что он принадлежал к потомству Владимира Мстиславича, у которого был сын Ярослав и не известный нам по имени внук… То же происхождение — от Владимира Мстиславича — имеет, по всей вероятности, ещё один Ржевский — Иван, упомянутый под 1364 г. Если это так, то почитание Владимира Мстиславича и его жены Агриппины в Ржеве находит объяснение как родительский культ их потомков — князей Ржевских)[5].

## Описание гербов

#### Герб Ржевских 1785 г.
В Гербовнике Анисима Титовича Князева имеется изображения двух печатей с гербами представителей рода:
1) Герб генерал-поручика Павла Матвеевича Ржевского (1734—1793), женатого первым браком на княжне Прасковьи Григорьевне Мещерской и вторым браком на княжне Елене Николаевне Долгоруковой: щит разделён горизонтальной чертой надвое и нижняя половина поделена вертикальной чертой на две части. В верхней части имеющей серебряное поле изображён чёрный орёл с распростёртыми крыльями стреляющий из лука в правую сторону. В нижней правой части, имеющей синее поле изображена золотая пушка на серебряном лафете, на которой сидит серая птица (герб княжества Смоленского). В нижней левой части имеющей красное поле изображён серебряный ангел с мечом в руке (герб княжества Киевского). Щитодержатели: Грифы — с правой стороны стоящий на задних лапах и одной из них наступив на лафет пушки, а с левой стороны лежащий на земле. С левой же стороны означены два знамени. Шлем, корона, намёт и княжеская мантия — отсутствуют.
2) Герб действительного тайного советника и кавалера ордена Святого Александра Невского Алексея Андреевича Ржевского (ум. 1804): на княжеской мантии изображён щит разделённый вертикальной чертой на две части и левая часть разделена горизонтальной чертой надвое. В правой части, имеющей синее поле, изображён ангел с мечом в правой руке и щитом в левой. В левой верхней части, имеющей золотое поле, изображён чёрный орёл с распростёртыми крыльями, стреляющий из лука в левую сторону. В нижней, левой части, имеющей серебряное поле, изображена золотая пушка на красном лафете с сидящей на ней птицей. Щит увенчан дворянским шлемом, обращённым в правую сторону. Щит покрыт княжеской матнией и шапкою княжеского достоинства.
В начале XVIII века бытовал вариант герба Ржевских с изображение орла, стреляющего из лука, ничем не напоминающий официально внесённый в ОГДР.

#### Герб. Часть I № 37.
В щите, имеющем серебряное поле, изображена чёрная пушка на золотом лафете и на пушке райская птица. Щит покрыт мантией и шапкой, принадлежащими княжескому достоинству. Княжеские шапка и мантия присвоены издревле дворянскому роду Ржевских, потому что он происходит от князей Смоленских, и имеет и герб Смоленских князей.

## Известные представители
- Родион Фёдорович Ржевский — воевода, убит в Куликовской битве (1380).
- Семён Фёдорович Ржевский (ум. 1345) — воевода, в 1345 году взят в плен литовцами.
- Матвей Михайлович Ржевский — боярский сын, ездил в Литву в свите вел. княжны Елены Ивановны, невесты литовского вел. князя Александра Ягеллончика (1495).
- Никита Григорьевич Ржевский — воевода.
  - Иван Никитич Ржевский (умер в 1611 году) — в 1601 году ездил послом в Копенгаген; убит в одно время с Прокопием Ляпуновым.
  - Андрей Никитич Ржевский — воевода.
    - Иван Андреевич Ржевский — дворянин, первый осадный воевода в Киеве (1661).

  - Григорий Никитич Ржевский — думный дворянин (в начале XVII века).
- Матвей Иванович Ржевский (ум. после 1579) — воевода и наместник в Чернигове, Рыльске и Ряжске; в 1576 году ездил послом в Крым.
- Елизарий Леонтьевич Ржевский (ум. в 1599) — окольничий, воевода, посланник в Крым и Польшу;
- Иван Степанович Ржевский (ум. в 1611) — дворянин, посол в Дании.
- Иван Иванович Ржевский (умер в 1678 году) — воевода в Енисейске и Нежине, потом окольничий, как и сын его Алексей, управлявший Приказом Большой Казны.
  - Алексей Иванович Ржевский (ум. в 1704) — окольничий, воевода в Вятке и Самаре; его племянница, Авдотья Ивановна Чернышёва (урожд. Ржевская).
    - Юрий (Георгий) Алексеевич Ржевский (1674—17.04.1729) — стольник, более 10 лет губернатор Нижегородской губернии, общий предок Степана Алексеевича Колычёва и матери Пушкина.
    - Иван Алексеевич Ржевский (ок. 1660—06.07.1721) — брянский воевода (1708—1715), воевода Псковской губернии (с 1719).
      - Андрей Иванович Ржевский (1711—1737/1741) — мичман, участник осады Очакова.
        - Алексей Андреевич Ржевский (1737—1804) — действительный тайный советник, вице-директор Петербургской Академии Наук, масон.
          - Павел Алексеевич Ржевский (1784—1852) — камергер, участник Отечественной войны 1812 года.
- Матвей Васильевич Ржевский (01.08.1702—21.11.1766) — капитан флота, женатый на дочери вице-адмирала Наума Акимовича Синявина, Федосьи (15.5.1717—05.02.1785).
  - Степан Матвеевич Ржевский (1732—1782) — генерал-поручик, герой русско-турецкой войны 1768—1774 гг.
  - Иван Матвеевич Ржевский (после 1734—1793) — генерал-майор, герой русско-турецкой войны 1768—1774 гг.
  - Владимир Матвеевич Ржевский (1740-е — после 1813) — новгородский гражданский губернатор.
- Владимир Константинович Ржевский (1811—1885) — чиновник особых поручений, сенатор, публицист, тайный советник.
- Павел Матвеевич Ржевский (1734—1793) — генерал-поручик, обер-комендант Москвы.
  - Григорий Павлович Ржевский (18 октября 1763 — 11 мая 1830) — действительный камергер, подполковник, участник Польского похода 1794 года, писатель.
    - Николай Григорьевич Ржевский (1800—1817) — учился в Царскосельском лицее вместе с А. С. Пушкиным; прапорщик Изюмского гусарского полка.
- Александр Ильич Ржевский (1726—1809) — действительный камергер, предводитель дворянства Орловской губернии.

Из дворянского рода были также:
- Ржевский Андрей Никитич — воевода.
- Ржевский Иван Константинович Воин — воевода и наместник.
- Ржевский Аким Яковлевич — воевода.
- Ржевский Хима Гаврилович — в 1515 и 1519 годах второй воевода Сторожевого полка в походе под Витебск.
- Ржевский Иван Андреевич — в 1565 и 1570 годах второй воевода в Ряжске.
- Ржевский Фёдор Иванович — в 1576 году второй голова у пушек в Серпухове, в 1577 году первый голова при воеводе у пушек в походе под Колывань, в 1579 году второй воевода в Резице.
- Ржевский Дий Сергеевич — в 1577—1579 годах второй осадный воевода в Резице, в 1581 году в Орле.
- Матвей Петрович Ржевский (умер в 1803) — сенатор.
- Владимир Алексеевич Ржевский (1865—?) — русский политический деятель.
- Чернышёва, Авдотья Ивановна, урождённая Ржевская — фаворитка Петра Великого.

## Отражение в искусстве
- В современном русском фольклоре наибольшую известность приобрёл вымышленный представитель этого рода — поручик Ржевский, герой фильмов и анекдотов.
- Гусарская баллада — кинофильм, в роли Ржевского артист Юрий Васильевич Яковлев.
- Давным-давно — пьеса Александра Константиновича Гладкова (1940).